# Adam Huber z Riesenpachu
Adam Huber z Riesenpachu (Rysenpach, Riesenbach), též Adam Huber Meziříčský nebo pouze Huberus (3. ledna 1545, Velké Meziříčí – 23. června 1613, Praha) byl osobní lékař císaře Rudolfa II., lékař, univerzitní profesor, autor, překladatel a vydavatel lékařských knih a Matthioliho herbáře, kalendářů a pranostik.

## Život
Adam Huber studoval na německých univerzitách ve Wittenbergu, v Lipsku a v Marburgu. Dále působil jako vychovatel v evangelických šlechtických rodinách, zastával místo městského fyzika (lékaře) v Litoměřicích. Po příchodu do Prahy si otevřel soukromou lékařskou praxi na Starém městě, dále byl univerzitním mistrem, v letech 1578–1580 profesorem artistické fakulty a v letech 1612–1613 dokonce rektorem Karlovy univerzity. Pomáhal Janu Jesseniovi při pitvách, přednášel o dějinách medicíny. S jeho jménem je spojeno i opravné hnutí na pražské univerzitě, byl jeden z defenzorů.
Císař Rudolf II. si jej vybral za svého osobního lékaře. Adam Huber zemřel po záchvatu mrtvice v Praze v roce 1613 a svého císaře přežil o jeden rok.
Jeho vdova Anna, roz. z Kranichfeldu odešla roku 1628 do exilu v Pirně.

## Dílo
Spolu s Danielem Adamem z Veleslavína přeložil a roku 1596 vydal Matthioliho herbář. Oproti prvnímu překladu Tadeáše Hájka z Hájku z roku 1562 jej doplnil o další rostliny, například o kaktusy a konopí seté, a úspěšně pokračoval v rozvoji českého botanického názvosloví. S jeho jménem je spojeno další literární dílo – překlad Regimentu zdraví, což byla jakási zdravotní encyklopedie, která poskytovala velmi pestrý obraz tehdejších znalostí a mnohdy kuriózních metod medicíny. Dílo bylo natolik populární, že posledního vydání se dočkalo od F.F. Procházky ještě v roce 1786 a vycházelo ve zkrácené verzi pod titulem Apotéka domácí.
Huber zpracoval a vydával v té době velmi populární hvězdářské kalendáře a řadu minucí, což byly kalendáře s označením dnů, kdy je vhodné pouštět žilou, byly doplněné dřevoryty a řadou praktických informací.